# جون بارنويل
جون بارنويل (بالإنجليزية: John Barnwell)‏ (24 ديسمبر 1938 في المملكة المتحدة - ) هو مدرب كرة قدم ولاعب كرة قدم بريطاني في مركز الوسط. لعب مع شيفيلد يونايتد ونادي أرسنال ونوتينغهام فورست.

## وصلات خارجية
- جون بارنويل على موقع قاعدة بيانات كرة القدم.إي يو (الإنجليزية)
- جون بارنويل على موقع عالم كرة القدم.نت (الإنجليزية)